# Bitwa pod Kilrush
Bitwa pod Kilrush – starcie zbrojne, które miało miejsce w czerwcu 1642 r. w trakcie irlandzkiej wojny konfederackiej (1641–1648) w pobliżu miejscowości Kilrush w hrabstwie Kildare. 
W roku 1642 angielskie wojska dowodzone przez Jamesa Butlera podjęły operację karną na terenach zajętych przez powstańców. Anglicy chcieli ukarać miasta irlandzkie za przystąpienie do rebelii. Oddziały Jamesa Butlera pomaszerowały z Dublina w kierunku Portlaoise, zamierzając wesprzeć tamtejszy garnizon. Po zaopatrzeniu twierdzy, w drodze powrotnej do Dublina Anglicy natknęli się na wojska irlandzkie dowodzone przez Richarda Butlera w pobliżu miasta Athy nieopodal Kilrush. 
Oddziały irlandzkie były słabo wyszkolone i uzbrojone. Po krótkiej walce, większość powstańców zbiegła z pola walki w kierunku pobliskich wrzosowisk. Podczas gdy źródła irlandzkie donoszą o niewielkiej liczbie zabitych, według Anglików poległo 500 rebeliantów, straty własne były natomiast niewielkie. 
Po bitwie James Butler ze swoim wojskiem wycofał się z powrotem do Dublina.